# 10e étape du Tour de France 2006
La 10e étape du Tour de France 2006 s'est déroulée le 12 juillet entre Cambo-les-Bains et Pau sur une distance de 190,5 km. Elle a été remportée par l'Espagnol Juan Miguel Mercado devant son compagnon d'échappée Cyril Dessel, qui prend le maillot jaune.

## Profil
C'est la première étape de haute montagne de cette édition. Le parcours compte trois cols répertoriés au classement de la montagne :
1. Le col d'Osquich (6 km à 5,3 %, 3e catégorie) à 500 m d'altitude ;
2. Le col du Soudet (14,7 km à 7,3 %, Hors catégorie) à 1540 m d'altitude ;
3. Le col de Marie-Blanque (9,3 km à 7,7 %, 1re catégorie) à 1035 m d'altitude.

De plus, 2 sprints de bonifications sont également prévus :
1. Au kilomètre 35,7 à Larceveau ;
2. Au kilomètre 74,5 à Laguinge.

## Récit
La première heure de course est très mouvementée, avec de nombreuses tentatives d'échappée dont celle de Sylvain Chavanel qui réussit longtemps à tenir le peloton à quelques secondes avant de se faire rattraper. C'est finalement après le premier sprint de bonification qu'un groupe composé d'une quinzaine de coureurs peut prendre le large (Cédric Vasseur, Daniele Bennati, Juan Miguel Mercado, Cyril Dessel, Carlos Da Cruz, Matthieu Sprick, Christophe Rinero, Joost Posthuma, Jens Voigt, Íñigo Landaluze, Iñaki Isasi, etc.).

Dans le col de Soudet, Cyril Dessel et Juan Miguel Mercado s'en vont tous les deux, et franchissent ensemble le sommet. Dans la descente, ils sont rejoints par 5 coureurs faisant partie de l'échappée d'origine. Mais dans le col de Marie-Blanque, Cyril Dessel et Juan Miguel Mercado repartent une nouvelle fois ensemble. Seul Íñigo Landaluze parvient à limiter l'écart sur les 2 coureurs de tête, mais ceux-ci ne le laisseront jamais revenir.

C'est finalement Juan Miguel Mercado qui l'emporte au sprint à Pau, mais c'est Cyril Dessel qui revêt le maillot jaune et le maillot à pois.

## Classement de l'étape
| \| 1. \| Juan Miguel Mercado \| Espagne \| en \| 4h 49 min 10 s \| \| 2. \| Cyril Dessel \| France \| + \| m.t. \| \| 3. \| Íñigo Landaluze \| Espagne \| \| 56 s \| \| 4. \| Cristian Moreni \| Italie \| \| 2 min 24 s \| \| 5. \| Christophe Rinero \| France \| \| 2 min 25 s \| \| 6. \| Iñaki Isasi \| Espagne \| \| 5 min 03 s \| \| 7. \| Cédric Vasseur \| France \| \| 5 min 35 s \| \| 8. \| Daniele Bennati \| Italie \| \| 7 min 23 s \| \| 9. \| Erik Zabel \| Allemagne \| \| m.t. \| \| 10. \| Stefano Garzelli \| Italie \| \| m.t. \| |                     |           |    |                |
| 1. | Juan Miguel Mercado | Espagne   | en | 4h 49 min 10 s |
| 2. | Cyril Dessel        | France    | +  | m.t.           |
| 3. | Íñigo Landaluze     | Espagne   |    | 56 s           |
| 4. | Cristian Moreni     | Italie    |    | 2 min 24 s     |
| 5. | Christophe Rinero   | France    |    | 2 min 25 s     |
| 6. | Iñaki Isasi         | Espagne   |    | 5 min 03 s     |
| 7. | Cédric Vasseur      | France    |    | 5 min 35 s     |
| 8. | Daniele Bennati     | Italie    |    | 7 min 23 s     |
| 9. | Erik Zabel          | Allemagne |    | m.t.           |
| 10. | Stefano Garzelli    | Italie    |    | m.t.           |

- Prix de la combativité : Juan Miguel Mercado  Espagne

## Classement général
| \| 1 \| Cyril Dessel \| France \| AG2R Prévoyance \| en \| 43 h 07 min 05 s \| \| 2 \| Juan Miguel Mercado \| Espagne \| Agritubel \| + \| 2 min 34 s \| \| 3 \| Serhiy Honchar \| Ukraine \| T-Mobile \| \| 3 min 45 s \| \| 4 \| Cristian Moreni \| Italie \| Cofidis \| \| 3 min 51 s \| \| 5 \| Floyd Landis \| États-Unis \| Phonak \| \| 4 min 45 s \| \| 6 \| Michael Rogers \| Australie \| T-Mobile \| \| 4 min 53 s \| \| 7 \| Íñigo Landaluze \| Espagne \| Euskatel-Euskadi \| \| 5 min 22 s \| \| 8 \| Patrik Sinkewitz \| Allemagne \| T-Mobile \| \| 5 min 30 s \| \| 9 \| Andréas Klöden \| Allemagne \| T-Mobile \| \| 5 min 35 s \| \| 10 \| Vladimir Karpets \| Russie \| Caisse d'Épargne-Illes Balears \| \| 5 min 37 s \| |                     |            |                                |    |                  |
| 1 | Cyril Dessel        | France     | AG2R Prévoyance                | en | 43 h 07 min 05 s |
| 2 | Juan Miguel Mercado | Espagne    | Agritubel                      | +  | 2 min 34 s       |
| 3 | Serhiy Honchar      | Ukraine    | T-Mobile                       |    | 3 min 45 s       |
| 4 | Cristian Moreni     | Italie     | Cofidis                        |    | 3 min 51 s       |
| 5 | Floyd Landis        | États-Unis | Phonak                         |    | 4 min 45 s       |
| 6 | Michael Rogers      | Australie  | T-Mobile                       |    | 4 min 53 s       |
| 7 | Íñigo Landaluze     | Espagne    | Euskatel-Euskadi               |    | 5 min 22 s       |
| 8 | Patrik Sinkewitz    | Allemagne  | T-Mobile                       |    | 5 min 30 s       |
| 9 | Andréas Klöden      | Allemagne  | T-Mobile                       |    | 5 min 35 s       |
| 10 | Vladimir Karpets    | Russie     | Caisse d'Épargne-Illes Balears |    | 5 min 37 s       |

## Classements annexes
| Classement     | Coureur                 | Total             |
| -------------- | ----------------------- | ----------------- |
| points         | Robbie McEwen Australie | 211 pts           |
| montagne       | Cyril Dessel France     | 54 pts            |
| équipe         | AG2R Prévoyance France  | 129 h 32 min 35 s |
| meilleur jeune | Markus Fothen Allemagne | 43 h 12 min 53 s  |

## Sprint intermédiaires
1. Sprint intermédiaire de Larceveau (35,7 km)
| Premier   | Carlos Da Cruz France    | 6 pts et 6 s |
| Second    | Beat Zberg Suisse        | 4 pts et 4 s |
| Troisième | Manuel Quinziato Espagne | 2 pts et 2 s |

2. Sprint intermédiaire de Laguinge (74,5 km)
| Premier   | Daniele Bennati Italie | 6 pts et 6 s |
| Second    | Carlos Da Cruz France  | 4 pts et 4 s |
| Troisième | Jens Voigt Allemagne   | 2 pts et 2 s |

## Classement du maillot à pois de la montagne
Col d'Osquich, Catégorie 3 (50 km)
| Premier   | Cyril Dessel France         | 4 pts |
| Second    | Christophe Rinero France    | 3 pts |
| Troisième | Matthieu Sprick France      | 2 pts |
| Quatrième | Juan Miguel Mercado Espagne | 1 pts |

Col du Soudet, Hors catégorie (101,5 km)
| Premier   | Cyril Dessel France         | 20 pts |
| Second    | Juan Miguel Mercado Espagne | 18 pts |
| Troisième | Íñigo Landaluze Espagne     | 16 pts |
| Quatrième | Christophe Rinero France    | 14 pts |
| Cinquième | Iñaki Isasi Espagne         | 12 pts |
| Sixième   | Cédric Vasseur France       | 10 pts |
| Septième  | Cristian Moreni Italie      | 8 pts  |
| Huitième  | Matthieu Sprick France      | 7 pts  |
| Neuvième  | Daniele Bennati Italie      | 6 pts  |
| Dixième   | Carlos Da Cruz France       | 5 pts  |

Col de Marie-Blanque∗, Catégorie 1 (148 km)
| Premier   | Cyril Dessel France         | 30 pts |
| Second    | Juan Miguel Mercado Espagne | 26 pts |
| Troisième | Íñigo Landaluze Espagne     | 22 pts |
| Quatrième | Christophe Rinero France    | 18 pts |
| Cinquième | Cristian Moreni Italie      | 16 pts |
| Sixième   | Iñaki Isasi Espagne         | 14 pts |
| Septième  | Cédric Vasseur France       | 12 pts |
| Huitième  | Michael Rasmussen Danemark  | 10 pts |

∗Les points attribués dans ces cols hors catégorie, 1re et 2e catégorie sont doublés lorsqu’il s’agit du dernier col de l’étape.